# Płachtijiwka (obwód odeski)
Płachtijiwka (ukr. Плахтіївка) – wieś na Ukrainie, w obwodzie odeskim, w rejonie białogrodzkim, siedziba hromady. W 2001 liczyła 5237 mieszkańców.

## Urodzeni
- Nicolae Mandricenco - mołdawski piłkarz.